# Athens Open 1990
L'Athens Open 1990 è stato un torneo di tennis giocato sulla terra rossa. È stata la 5ª edizione del torneo, che fa parte della categoria World Series nell'ambito dell'ATP Tour 1991. Si è giocato ad Atene in Grecia dal 30 settembre al 7 ottobre 1990.

## Campioni

### Singolare maschile
Mark Koevermans ha battuto in finale  Franco Davín con il punteggio di 5–7, 6–4, 6–1

### Doppio maschile
Sergio Casal /  Javier Sánchez hanno battuto in finale  Tom Kempers /  Richard Krajicek con il punteggio di 6–4, 6–3